# قنات ملک (رابر)
قنات ملک، روستایی سردسیر و خوش آب‌وهوا از توابع شهرستان رابر استان کرمان و زادگاه سردار قاسم سلیمانی فرمانده سابق سپاه قدس ایران است.  مردم این روستا از آب قنات های جوشان و خروشان برای کشاورزی و برداشت محصولات کشاورزی استفاده م کنند.

## آب و هوا و اقلیم
آب و هوای روستای قنات ملک، کوهستانی و تابستان های خنک و زمستان های سردی دارد. این روستای مرتفع در ارتفاع ۲۳۰۰ متر از سطح دریا واقع شده است.

## جمعیت
بر پایه سرشماری عمومی نفوس و مسکن در سال ۱۳۹۵ جمعیت این مکان ۴۴۱ نفر (۱۱۹خانوار) بوده‌است. مردمان این روستا فارس هستند.

## کشاورزی
محصول شاخص و اصلی این روستا گردو است. افزون بر گردو، عسل و تا حدودی زعفران نیز از محصولات شاخص این روستا است.